# Plínio Salgado
Plínio Salgado (ur. 22 stycznia 1895 w São Bento do Sapucaí, zm. 8 grudnia 1975 w São Paulo) – brazylijski polityk, w latach 30. XX wieku twórca, przywódca i główny ideolog Brazylijskiej Akcji Integralistycznej, partii wyznającej brazylijski integralizm, wzorowany na włoskim faszyzmie.
Salgado był przeciwnikiem popularnych wśród innych ruchów faszystowskich antysemityzmu i rasizmu, choć i wewnątrz swojej partii musiał zmagać się z tego typu poglądami.
W 1939 r. integraliści dwukrotnie próbowali obalić prezydenta Getúlio Vargasa, w efekcie czego sam Salgado (mimo deklarowanej niewiedzy o przewrotach) został najpierw uwięziony, a następnie zmuszony do opuszczenia Brazylii. Po prawie sześcioletnim wygnaniu które spędził w Portugalii pozwolono mu powrócić w 1945. Podówczas założył Partię Powszechnej Reprezentacji, wyznającą nieco zmodyfikowaną ideologię integralistyczną. W 1955 zajął ostatnie miejsce w wyborach prezydenckich, zdobywając 8% głosów. Po tej klęsce poparł zwycięskiego Juscelina Kubitscheka, który wynagrodził go stanowiskiem w Narodowym Instytucie Imigracji i Kolonizacji.
W późniejszym okresie Salgado czterokrotnie zasiadał w Izbie Deputowanych, wypowiadał się także przeciwko prezydentowi João Goulartowi, przeciwko któremu poparł przewrót w 1964 r. W tym samym roku wstąpił do Sojuszu Odrodzenia Narodowego. W 1974 r. wycofał się z polityki, zmarł rok później.